# Truncatoflabellum trapezoideum
Truncatoflabellum trapezoideum is een rifkoralensoort uit de familie van de Flabellidae. De wetenschappelijke naam van de soort is voor het eerst geldig gepubliceerd in 1981 door Keller.